# 테크토닉

테크토닉의 기본 로고

테크토닉(Tecktonik)은 댄스 및 음악의 한 장르이다. 2000년대 프랑스 파리에서 시작되었으며, 대한민국에서 2000년대 중반 〈빠삐놈〉과 같은 패러디 UCC가 생성되는데 큰 영향을 미쳤다.